# Atiyyat al-Abnudi
Atiyyat al-Abnudi, auch Ateyyat El Abnoudy (anhörenⓘ arabisch عطيات الأبنودي, DMG ʿAṭiyyāt al-Abnūdiyy, geborene Atiyyat Awad Mahmud Khalil arabisch عطيات عوض محمود خليل, DMG ʿAṭiyyāt ʿAwaḍ Maḥmūd Ḫalīl; geboren 26. Oktober 1939 in El Senbellawein; gestorben 5. Oktober 2018) war eine ägyptische Journalistin, Rechtsanwältin, Schauspielerin, Filmproduzentin und Regisseurin. Al-Abnudi war eine der Pionierinnen des ägyptischen Dokumentarfilms und galt als die „Filmemacherin der armen Leute“.

## Biographie

### Frühe Jahre und Ausbildung
Atiyyat al-Abnudi wurde als Kind einer Arbeiterfamilie in einem kleinen Ort im Gouvernement ad-Daqahliyya im Norden des Nildeltas geboren. Sie hatte drei Schwestern und drei Brüder; sie war die einzige der Schwestern, die einen Schulabschluss erreichte. Sie studierte Jura an der Universität Kairo, was ihr durch Bildungsreformen im Zuge des Nasserismus möglich wurde. Um ihr Studium zu finanzieren, arbeitete sie als Schauspielerin und übernahm am Theater verschiedene Funktionen, so als Regie-Assistentin und als Bühnenleiterin. Während ihres Studiums lernte sie ihren zweiten Ehemann, den Journalisten und Dichter Abd ar-Rahman Abnudi kennen, mit dem sie bis Anfang der 1990er liiert war. Durch ihn bekam sie Kontakt zu einem Kreis aus Schriftstellern, Dichtern und anderen ägyptischen Künstlern.

### Berufliche Laufbahn
1972 absolvierte al-Abnudi das Cairo Higher Institute of Cinema. 1976 machte sie einen weiteren Abschluss an der National Film and Television School im britischen Beaconsfield, wo sie mit einem Stipendium des British Council drei Jahre lang studierte. Obwohl sie dort eine Arbeitserlaubnis und auch Angebote erhielt, kehrte sie aus Heimweh nach Ägypten zurück. Sie habe sich in England sehr einsam gefühlt und ihre dortige Umgebung als „kalt“ empfunden, was sich nicht auf das Wetter beziehe. Zurück in Ägypten arbeitete sie als Journalistin und verfasste vier Bücher, darunter 2012 The Third Cinema, in dem sie sich mit der Geschichte des Kinos beschäftigte.
Als Filmemacherin entwickelte Al-Abnudi ein besonderes Interesse am Leben der Armen in Ägypten, insbesondere derer in Kairo. Sie erhielt die Beinamen „Filmemacherin der armen Leute“ sowie „Mutter der Dokumentarfilme“ und inspirierte weitere arabische Frauen, in ihre Fußstapfen zu treten. Sie war die erste ägyptische Frau, die eine eigene Produktionsfirma – Abnudi Film – leitete, und die andere Filmemacher mit ähnlichen Zielsetzungen wie den ihren unterstützte. Das gesamte technische Equipment war ihr Eigentum, so dass sie Filme mit kleinem Budget drehen konnte und nicht von Geldgebern und deren inhaltlichen Wünschen abhängig war.
1972 schuf Atiyyat al-Abnudi ihren ersten Dokumentarfilm Hosan al-Tin (Schlammpferd), der gleichzeitig der erste von einer Frau gedrehte ägyptische Dokumentarfilm war. Er zeigt die harte und eintönige Arbeit von Frauen und Männern (und Tieren) in einer Ziegelei. Ihr Film Permissible Dreams (Mögliche Träume, 1983), in dem eine Frau aus der Region des Sueskanals porträtiert wird, war eine deutsch-ägyptische Produktion. Im Film Buyers and Sellers (Der eine verkauft und der andere kauft, 1992) stellt sie dar, wie skrupellose Grundstückshändler der Landbevölkerung deren Grund und Boden abschwatzen; auf den unter Wert erworbenen Grundstücken entstanden Hotels, die ihre Besitzer reich machten. Der ägyptische Filmemacher Tamer el-Said: „Sie wollte denen eine Stimme geben, die im offiziellen Narrativ nie zu Wort kamen. Sie hat benachteiligte Menschen immer verteidigt, aber sie hat sie zugleich nie als Opfer präsentiert, sondern ihre Stärken gesehen und gezeigt.“ In Days of Democracy aus dem Jahre 1996 interviewte sie Frauen, die für das ägyptische Parlament kandidierten.
Da sich die Filme von Atiyyat Al-Abnudi vorrangig mit politischen, sozialen und ökonomischen Problemen in Ägypten beschäftigten, bekam sie seit der Ära von Präsident Sadat Probleme mit der Zensur, besonders nachdem 1976 ein strengeres Gesetz zur Filmzensur erlassen worden war. In der Folge erhielt sie keine finanzielle Unterstützung durch den ägyptischen Staat. 2008 strahlte der Fernsehsender Al Jazeera ein Porträt (Days of Documentary) über sie aus. Sie war Mitglied der Jury des Internationalen Filmfestivals Mannheim-Heidelberg, Vorsitzende der internationalen Jury bei den Internationalen Kurzfilmtagen Oberhausen und Jurymitglied bei weiteren Festivals.
„Die ägyptische Filmemacherin Atteyat al-Abnoudy gab denjenigen eine Stimme, die der Staat vergessen hatte – und bewahrte ihren Stolz und Integrität. In ihrem Werk entsteht ein Bild sozialer Ungerechtigkeiten in Ägypten seit den 1970er Jahren“, schrieb der deutsche Journalist und Arabist Christopher Resch. Ihr filmischer Nachlass befindet sich im Archiv in der Initiative Cimatheque in Kairo, das al-Abnoudy mitinitiiert hat. 2019 wurde im Berliner Kino Arsenal eine Retrospektive ihrer Filme gezeigt.

## Nominierungen und Auszeichnungen (Auswahl)
Atiyyat al-Abnudi erhielt mehr als 30 Auszeichnungen für ihre 22 Filme, darunter:
- 1971: Preise beim Internationalen Filmfestival Mannheim-Heidelberg und beim Damascus International Film Festival[12]
- 1972: Preis der französischen Kritiker beim Grenoble Film Festival[12]
- 1990: Best Co-Production Prize beim Valencia Film Festival[4]
- 1992: Egyptian Film Critics Prize beim Ismailia International Documentary & Short Film Festival[4]
- 1998: Ehrung beim National Film Festival, Ägyptisches Ministerium für Kultur[4]

## Filmographie
- 1971 hisan at-tin / حصان الطين / ‚Schlammpferd‘ – 12 min. (Video auf YouTube vom 5. März 2018)
- 1971 ughniyat Touhat al-hazina / أغنية توحة الحزينة / ‚Das traurige Lied Touhas‘ 1971 – 12 min.
- 1973 suq al-Kanto / سوق الكانتو / ‚Der al-Kanto-Markt‘ 1973 – 12 min.
- 1974 Two Festivals in Grenoble
- 1975 as-sandwitsch / الساندويتش / ‚Sandwich‘ 1975 – 13 min.
- 1976 manadhir min London / مناظر من لندن / ‚Ansichten aus London‘ – 45 min.
- 1979 at-taqaddum ila ‘l-‘umq / التقدم إلى العمق / ‚Fortschritt in die Tiefe‘ – 45 min.
- 1981 bihar al-‘atasch / بحار العطش / ‚Meere des Durstes‘ – 45 min.
- 1983 al-ahlam al-mumkina / الأحلام الممكنة / ‚Mögliche Träume‘ – 30 min.
- 1985 Rolla Tree – 30 min.
- 1988 iqa‘ al-haya / إيقاع الحياة / ‚Der Rhythmus des Lebens‘ – 60 min.
- 1988 nisa‘ al-bitrol / نساء البترول / ‚Frauen des Erdöls‘
- 1989 ‘am al-wazir Maya / عام الوزير مايا / ‚Das Jahr des Ministers Maya‘ – 60 min.
- 1990 hadith al-ghurfa raqam thamaniya / حديث الغرفة رقم 8 / ‚Gespräch im Zimmer Nr. 8‘ – 30 min.
- 1992 illi ba‘a wa illi ‘schtara / اللي باع واللي اشترى / ‚Der eine verkauft und der andere kauft‘ – 30 min.
- 1993 yaumiyat fi ‘l-manfa / يوميات في منفى / ‚Tagebücher im Exil‘ – 55 min.
- 1993 mufakkirat al-hidschra / مفكرة الهجرة / ‚Notizbuch der Auswanderung‘
- 1994 nisa‘ mas‘ulat / نساء مسؤولات / ‚Verantwortungsvolle Frauen‘ – 30 min
- 1995 ahlam al-banat / أحلام البنات / ‚Träume der Töchter‘ – 28 min.
- 1995 rawiya / راوية / ‚Erzählerin‘
- 1995 al-qatala yuhakimun asch-schahid / القتلة يحاكمون الشهيد / ‚Die Mörder stellen den Märtyrer vor Gericht‘
- 1996 ayyam ad-dimuqratiya / أيام الديمقراطية / ‚Tage der Demokratie‘ – 70 min.
- 1996 batalat misriyat / بطلات مصريات / ‚Ägyptische Heldinnen‘ – zehn TV-Spots à 2 min.
- 2000 al-Qahira 1000, al-Qahira 2000 / القاهرة 1000 القاهرة 2000 / ‚Kairo im Jahr 1000 und 2000‘ – 40 min.
- 2002 qitar an-nubiya / قطار النوبة / ‚Zug nach Nubien‘ – 35 min
- 2004 ithyubiya bi ‘uyun misriya / إثيوبيا بعيون مصرية / ‚Äthiopien mit ägyptischen Augen‘ – 30 min.
- 2004 Tuschka / توشكى / ‚Tuschka-Seen‘ 2004
- 2006 suni‘a fi Misr / صنع في مصر / ‚Made in Egypt‘ 2006
- raghma ‘l-ichtilafat / رغم الاختلافات / ‚Trotz aller Unterschiede‘ (Ohne Jahr)